# 通りすぎた風
「通りすぎた風」（とおりすぎたかぜ）は、山口百恵が横須賀恵のペンネームで作詞し、谷村新司が作曲した曲。山口の歌唱で1978年に発表されたが、山口自身はレコード化しておらず、高田みづえによるシングルが1983年に発売された。

## 概要
山口百恵が本曲を初めて公に発表したのは、1978年3月13日に開催された、ニッポン放送のラジオ番組『山口百恵のスーパーライブ・カンパニー』公開録音の最終回「百恵とアリスのラブラブコンサート」においてであった。ラジオではその2週間後の3月27日に放送された。この時、谷村新司が語ったところによれば、谷村が他人の詞に曲を付けたのは本曲が初めてだったという。その後、1980年1月8日のフジテレビ系列『ミュージックフェア』で、山口は谷村とデュエットで歌唱披露した。
横須賀恵のペンネームは山口が自ら作詞した際に用いていたものである。山口自身のシングルのタイトル曲となったものでは、引退直後の1980年11月19日に発売された「一恵」があり、これも作曲は谷村による。その他には、以下の各曲が「作詞・横須賀恵」となっている。
- 「銀色のジプシー」（浜田省吾作曲、アルバム『COSMOS (宇宙)』収録）
- 「Dancin' in the Rain」（浜田省吾作曲、アルバム『L.A. Blue』収録）
- 「Cry for Me」（波多野純作曲、アルバム『L.A. Blue』収録）
- 「想い出のストロベリーフィールズ」（杉真理作曲、アルバム『This is my trial』収録）

## 高田みづえのシングル
山口の芸能界引退後、山口の後輩であり親友でもあった高田みづえによって、本曲は初めてレコード化され、1983年2月1日にテイチクレコード（ユニオンレコードレーベル、現・テイチクエンタテインメント）からシングルが発売された。高田の19枚目のシングルにあたる。

### 収録曲
1. 通りすぎた風（4分44秒）
作詞：横須賀恵／作曲：谷村新司／編曲：若草恵
2. とまどい雨（3分41秒）
作詞：来生えつこ／作曲：来生たかお／編曲：甲斐正人